# Luigi Simeoni (politico)
Luigi Simeoni (Palermo, 4 dicembre 1847 – Napoli, 7 dicembre 1910) è stato un politico italiano.

## Biografia
Nacque a Palermo e si laureò in giurisprudenza, praticando il mestiere di avvocato e morì a Napoli il 7 dicembre 1910.

## Attività politica

### Deputato del Regno d'Italia
Simeoni si candidò alle parlamentarie per il collegio di Afragola e fu eletto Deputato del Regno d'Italia.